# Porcování medvěda

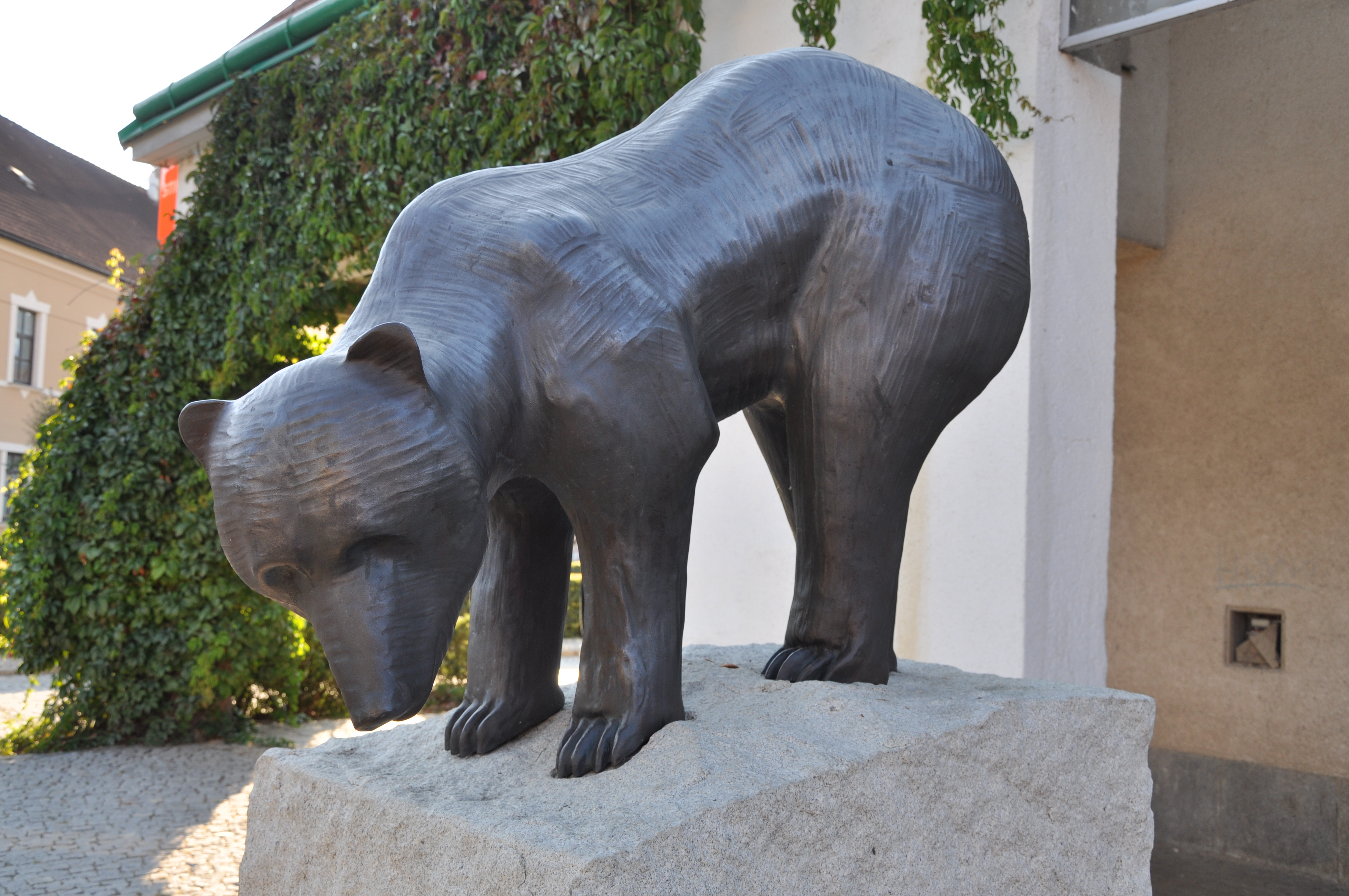
Socha medvěda brtníka v Brtnici, jenž byla instalováno v rámci rekonstrukce náměstí financované z porcování medvěda.

Porcování medvěda je v českém politickém slangu ustálený název pro tu část projednávání státního rozpočtu v Poslanecké sněmovně PČR, při níž byla prostřednictvím komplexního pozměňovacího návrhu rozpočtového výboru na základě kuloárních jednání a lobbistických zájmů v první dekádě 21. století rozdělována část rozpočtu na veřejně prospěšné projekty konkrétních žadatelů.
Plán sestavuje Rozpočtový výbor PS PČR, který z tisíců žádostí („podnětů veřejnosti“) vybírá stovky těch, které podpoří, v čemž hrají velkou roli lobbistické vztahy, takže uspějí spíše projekty žadatelů s dobrými kontakty nežli nejlepší záměry a projekty. Sněmovně pak je rozpis předložen jako jeden celek, z nějž není zřejmé, kdo kterou dotaci prosadil. Jednání probíhají za zavřenými dveřmi, není stanoven způsob rozhodování ani kritéria hodnocení. Mnozí poslanci využívají této procedury k prosazení veřejně prospěšných projektů ve své domovské obci či regionu, za který kandidovali, aby se zavděčili svým voličům. Místopředseda rozpočtového výboru Pavel Suchánek (ODS), aktivní porcovač, v březnu 2010 přiznal, že žadatel, který má mezi poslanci svého člověka, je ve velké výhodě, a že žadatel si musí ty příspěvky odpracovat, tj. navštívit poslance ve svém obvodu, říct jim o své žádosti a vysvětlit jim podrobně její účel. Poté se domluví poslanci v rámci každé strany, které žádosti budou chtít podpořit.
Tento způsob přidělování dotací bývá napadán pro nesystémovost, neprůhlednost i skrytou podporu soukromých podnikatelských zájmů z veřejných prostředků. Když rozpočtový výbor v únoru 2007 schválil pravidla pro poskytování těchto dotací a vyhlásil termín a místo pro podání žádostí, Tomáš Kramár z občanského sdružení Oživení označil tento způsob rozhodování o dotacích na nezákonný, protože rozpočtový výbor ani sněmovna nejsou obecně dle § 14 zákona č. 218/2000 Sb., o rozpočtových pravidlech, oprávněny rozhodovat o poskytnutí dotací, pokud nejde o zbytky aktiv z předchozích let podle § 36 zákona. V rozporu se zákonem jsou podle něj i návrhy jednotlivých poslanců ve druhém čtení, preferování vlastního regionu je navíc v rozporu s poslaneckým slibem a v jednotlivých případech dochází i k porušení zákona o střetu zájmů.

## V Česku
| Rozpočet na rok | Suma [mld. Kč] |
| --------------- | -------------- |
| 2002            | 1,505 488      |
| 2003            | 7,417 175      |
| 2004            | 13,428 207     |
| 2005            | 7,392 765      |
| 2006            | 8,264 740      |
| 2007            | 14,776 531     |
| 2008            | 3,491 667      |
| 2009            | 2,148 283      |
| 2010            | 0              |
| 2011            | 0              |
| 2012–2023       | [doplnit]      |

Hospodářské noviny v roce 2010 vyčíslily celkovou sumu rozdělenou tímto způsobem v letech 2002–2009 na 58,5 miliardy Kč, výdaje státního rozpočtu tím byly zvýšeny v průměru o 7,3 miliardy ročně. Při přípravě rozpočtu na rok 2010 se vládní koalice rozhodla, že porcování medvěda vynechá, avšak poslanci jeho projednávání přesto prosadili, byť nakonec žádné příspěvky schváleny nebyly.
Ministerstvo financí ve svém návrhu rozpočtu pro porcování medvěda v letech 2007–2009 vyhradilo určitou částku v závěrečné kapitole „Akce financované z rozhodnutí Poslanecké sněmovny Parlamentu ČR“, pro rok 2010 však opět pro tento účel žádnou částku nenavrhlo. V některých letech, například 2007, poslanci pro porcování medvěda využili i prostředky původně určené na důchody nebo podporu stavebního spoření.
Nejvyšší kontrolní úřad ústy svého prezidenta Františka Dohnala prohlásil, že pouze necelá čtvrtina dotací byla přidělena hospodářsky a strukturálně postiženým regionům a že se investují peníze určené na regionální rozvoj, aniž by se zkoumalo, zda skutečně pomohly.
Rekordní výše dosáhla takto rozdělovaná suma v rozpočtu pro rok 2007 za ministra financí Vlastimila Tlustého, kdy kromě ministerstvem vyhrazené částky poslanci na tyto projekty převedli finance i z kapitol splátek státního dluhu, státních plateb na zdravotní pojištění a z důchodů.
Komplex návrhů pro rozpočet na rok 2008 ve sněmovně společně prohlasovali poslanci ODS, KDU-ČSL a KSČM; Strana zelených umožnila schválení tím, že nepodpořila návrh Miroslava Svobody z ČSSD na odmítnutí pozměňovacího návrhu rozpočtového výboru. Komunistický poslanec Vojtěch Filip v reakci na kritiku prohlásil: „Nenecháme se ovlivňovat médii, že porcování je něco pejorativního.“ Porcování Filip označil za projev suverenity parlamentu, který se nenechá ovlivňovat mediokracií. Miroslav Kalousek za KDU-ČSL toho roku s návrhem souhlasil; KDU-ČSL byla označena za vítěze tohoto porcování, například křesťanská sportovní organizace Orel získala 65 milionů na návrh poslance Šustra. Pro rok 2008 rozhodovali poslanci o rozdělení 2 miliard z vládního návrhu rozpočtu, vybrali zhruba čtvrtinu z celkových 1568 došlých „podnětů veřejnosti“.
Zvyklost se snažili omezit například Miroslav Kalousek (který navrhl, aby poslanci mohli příspěvek určený na konkrétní akci pouze snížit) nebo Eduard Janota (který jako ministr financí pro rok 2010 vypustil speciální kapitolu z návrhu rozpočtu).
Pro rok 2011 se opět neporcovalo. Sešlo se pouhých 45 žádostí (například město Praha pro školu na Zličíně, město Brno na opravu ZŠ Labská, obec Branžež na pořízení územního plánu, několik sportovních organizací atd.) a rozpočtový výbor sněmovny nepodpořil žádnou.

### Příklady
Mezi mediálně známými případy bývá zmiňován například poslanec Michal Kraus (ČSSD), který zařídil dotaci pro fotbalový klub v Živanicích, v němž hrál jeho syn, nebo pro aquapark v Kravařích, nebo Ladislav Šustr (tehdy KDU-ČSL), který takto podporoval tělovýchovnou jednotu Orel a Telnici.
Centrum zdraví v Prostějově získalo dotaci pod záminkou, že mělo být neziskovou organizací, ale pak vzniklo jako soukromá poliklinika podnikatele Marka Jedličky. Média se pozastavovala i nad dotacemi pro tenisové centrum v Prostějově nebo golfový areál v Dříteči.
V roce 2008 bylo v rámci porcování medvěda zafinancována rekonstrukce náměstí severní části náměstí v Brtnici. Příznačně bylo součástí rekonstrukce i umístění sochy medvěda brtníka na náměstí.
Pražský podnikatel Roman Medvíď, respektive jím ad hoc založené občanské sdružení, měl na rok 2009 dostat 23 milionů korun na stavbu sportovního areálu s halou na Hájích v městské části Praha 11. Poté, co Hospodářské noviny neúspěšně pátraly, který z poslanců tuto dotaci prosadil, ministerstvo financí odmítlo dotaci poskytnout, protože žadatel nepředložil potřebné doklady o právu k pozemkům.
Na podzim 2011 se pokusil oživit praxi porcování medvěda poslanec za KSČM Vojtěch Adam, když navrhl přidělit dotaci dvaceti milionů korun pořadateli Velké ceny motocyklů v Brně, společnosti Automotodrom a.s.

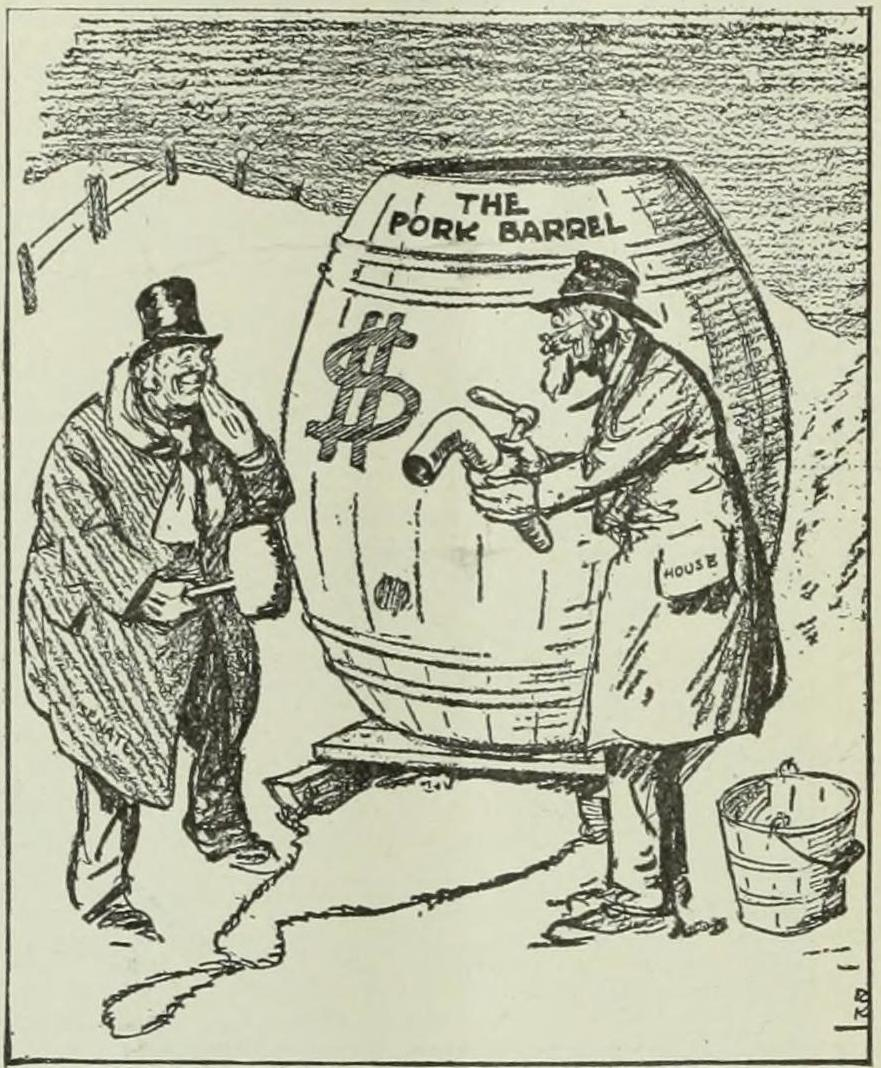
Karikatura z roku 1917 z časopisu New York World, satirizující tzv. pork barrel (americkou obdobu porcování medvěda)

## V dalších státech
Na Filipínách funguje od dob koloniální správy systém, že každý z kongresmanů i senátorů dostane z rozpočtu určitou částku, kterou může podle svého uvážení věnovat na nějaké projekty. Rozděluje se takto asi 1 % státního rozpočtu. Hospodářské noviny zmiňují vliv jednotlivých poslanců na podporu konkrétních projektů také v Itálii, Německu či na Slovensku. Na Slovensku systém funguje podobně jako v Česku.

## Původ označení
Původ označení není zcela zřejmý. V USA existuje spojení „pork barrel spending“, tedy porcování prasete nebo přesněji rozdávání sudů s vepřovým masem, pocházející z dávné praxe odměňování otroků sudy s vepřovým naloženým v soli.“
Vzdálená souvislost, dokládající asociaci medvěda s porcováním, je i s českým příslovím „nedělte (neprodávejte) kůži medvěda, který běhá po lese“, které má obdobu i v němčině, maďarštině a slovinštině (slovenské přísloví hovoří o kůži vlka).

## Další přenosy významu
Porcování medvěda v českém Parlamentu nachází širokou publicitu a proto se jeho označení přenáší i do dalších témat.
Označují se tak i rozhodování různých komisí o rozdělování grantů například na komunální úrovni, zejména má-li být poukázáno na netransparentnost a pochybnost takového rozhodování.
Například europoslanec Jan Zahradil označil těmito slovy strategická jednání o rozdělování funkcí v Evropské unii: předsedů Evropské komise, Evropského parlamentu a Evropské rady. Čeští poslanci tak nazývají i jednání o obsazení míst ministerských náměstků a dalších funkcí ve státní správě.
Redaktorku Reflexu svedlo ke slovní hříčce rozdělování cen na filmovém festivalu Berlinale, kde hlavní cena nese název Zlatý medvěd. Podle autorky zde „byla vždy atmosféra prosáklá politikou, ale letos (2009) jako by tato tendence zbytněla“ a „verdikt poroty podléhá mnoha vlivům a na rozdíl od takových Oscarů nevzejde z tajného hlasování, ale z debaty všech porotců, při níž se každý prosazuje s jinou vehemencí. Vítězí obvykle film, který všem zúčastněným vadí nejméně.“